# 능운낙
능운낙은 중국의 사극게임이다. 능운낙에서는 다른 플레이어와 결의를 하는 등 다양한 상호작용이 가능하다.

## 게임 플레이

### 소셜
능운낙에서 다른 플레이어와 채팅을 주고 받거나 친구로 추가할 수 있다. 음란한 언행이나 욕설, 금전요구 등 을 하는 경우 블랙리스트에 추가하거나 친구 삭제를 할 수 있다. 능운낙에서는 결의와 학파 시스템이 있다. 결의를 하려면 레벨 조건이 충족 되고 상대방의 동의가 필요하며, 결의 나무가 5레벨 이상이고 결의자 양측 모두 일정한 레벨 이상이라면 아이를 가질 수 있다. 능운낙에서 학파를 만들거나 가입할 수 있다.

### 전투력
높은 품질의 영웅을 출전시키거나 높은 품질의 장비를 착용하거나 레벨업을 하는 방법 등 능운낙에는 전투력을 올릴 방법이 여러가지 있다.